# 가카라섬
가카라시마(加唐島)는 대한해협에 있고, 행정구역상 일본 사가현 가라쓰시에 속하는 섬이다.

## 개요
- 면적 = 약 2.83km²
- 인구 = 208명(2005년 일본 '국세조사'(인구총조사))
- 백제 무령왕이 태어난 섬으로 알려져 있다.

## 교통
가라쓰시와 사이에 정기선이 오가고 있다. 1일 4회 왕복. 걸리는 시간은 약 20분.